# Гранадський договір (1500)
Гранадський договір, підписаний 11 листопада 1500 року — секретна угода між Фернандо II Арагонським та Людовиком XII Французьким, в якому вони погодилися розділити Неаполітанське королівство.

## Причини
Після смерті Карла IV Анжуйського в 1481 році претензії Анжуйців на Неаполітанське королівство перейшли до Людовика XI, а потім до його сина Карла VIII, короля Франції, у 1483 році. Хоча Карл з відносною легкістю завоював Неаполь під час Італійської війни 1494—1495 років, після його повернення до Франції Фердинанд II Неаполітанський швидко повернув своє королівство. Він зробив це за підтримки свого далекого родича Фернандо II Арагонського, який як правитель сусіднього Сицилійського королівства розглядав французьку експансію в Південній Італії як загрозу. У вересні 1496 року Фердинанда Неаполітанського змінив його дядько Фредерік.
Карл помер у квітні 1498 року, і його претензії на Неапольське королівство та Міланське герцогство були прийняті його наступником Людовиком XII. Усвідомлюючи ворожнечу, спричинену французькими амбіціями в Італії, у липні 1498 року Людовик відновив Етаплійський мир 1492 року з Англією та підписав договір, що підтверджував кордони Франції з Бургундським герцогством. У серпні він підписав Маркусський договір з Фернандо Арагонським; хоча він не торкався невирішених територіальних суперечок між двома країнами, він погодився, що дві країни «мають спільних ворогів, крім Папи». Після захоплення Мілана в 1499 році Людовик повернувся до Франції і почав переговори з Фернандо Арагонським, пропонуючи розділити Неаполітанське королівство між ними.
Роблячи це, Людовик сподівався уникнути дорогої війни, а також заручитися допомогою Фернандо проти Фредеріка Неаполітанського, його родича та давнього союзника. Угода була підписана Людовиком у Шамборі 10 жовтня, потім Фернандо у Гранаді 11 листопада. Це трималося в таємниці, хоча обидві сторони сповістили папу Олександра VI, який схвалив поділ і визнав Людовіка королем Неаполя.

## Основні положення

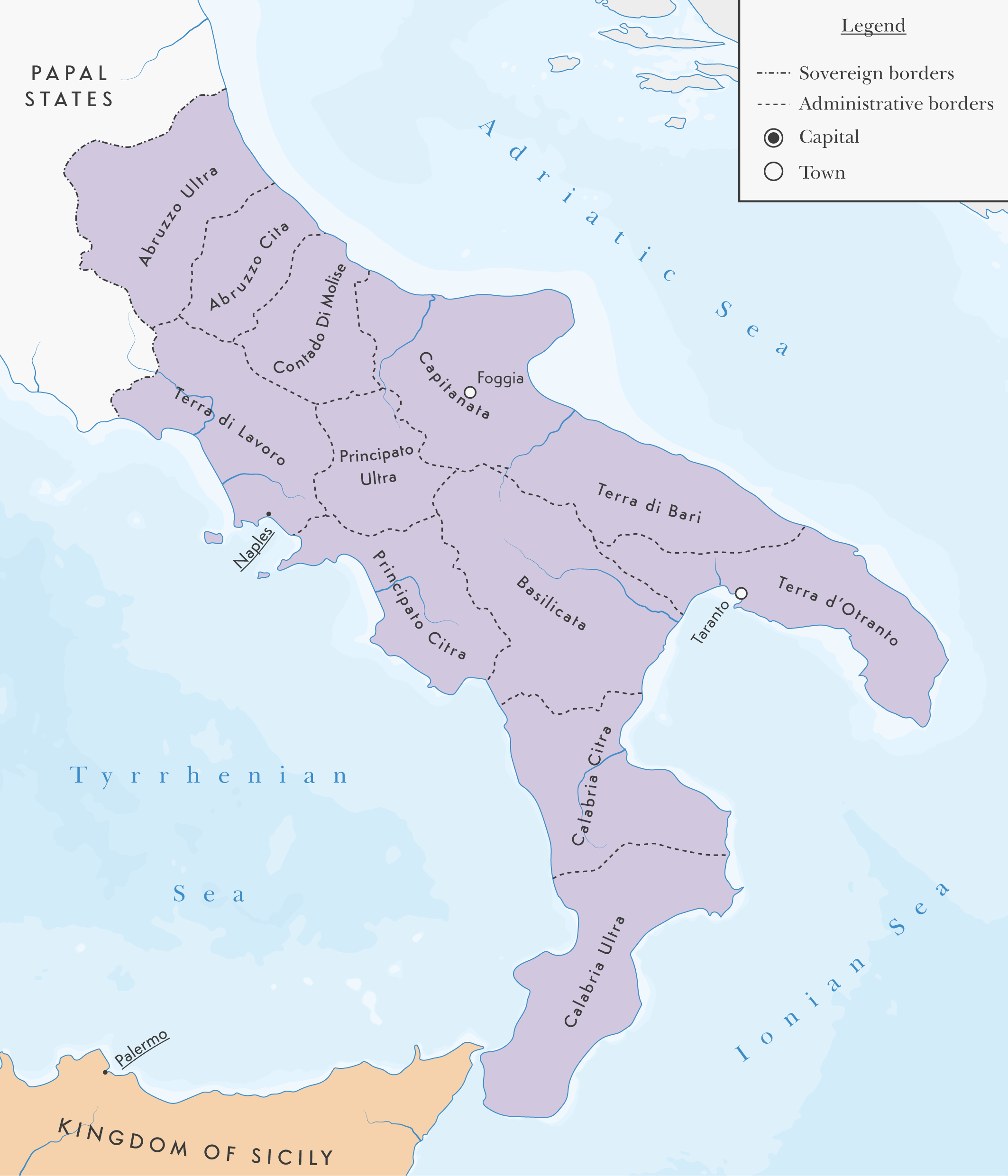
Адміністративний поділ Неаполітанського королівства, станом на 1454 рік

За умовами договору Людовик отримав північні регіони королівства, включаючи Абруццо, Терра ді Лаворо, Гаету та сам Неаполь. Фернандо отримав південні області, зокрема Калабрію, що безпосередньо примикала до Сицилії, Терра ді Барі та Терра ді Отранто, обидві тепер є частиною Апулії (див. карту).
Проте три провінції залишилися нерозділеними: Базиліката, Принчіпато та Капітаната. Базуючись на попередній адміністративній структурі, Фернандо стверджував, що перші два належали до Калабрії, а третій був частиною Апулії, і, отже, потрапляв у сферу його контролю, що оскаржувалося французами. Найважливішою з трьох була Капітаната, переважно скотарська область, чиї податки, або dogana delle pecore, були основним джерелом доходу для Неаполітанської держави.
Угода піддалася жорсткій критиці з боку сучасників, таких як Нікколо Макіавеллі, та сучасних істориків, які стверджують, що Фернандо уже погодився залишатися нейтралітетним у Маркусійському договорі 1499 року. Запрошення Іспанії до Неаполя, не спроможне чітко розмежувати розподіл цих територій, могло б тільки нашкодити Людовику.

## Наслідки
Французи та іспанці швидко захопили королівство влітку 1501 року, особливо тому, що нещасний Фредерік спочатку був переконаний, що іспанські сили, які висадилися в Калабрії, були там, щоб підтримати його. 24 липня французька армія захопила Капую, і Людовик вирішив використати це як попередження про те, що може очікувати інших, якщо вони будуть чинити опір. Велика частина міста була зруйнована, жінок масово згвалтували та продали в рабство, а кількість загиблих варіювалася від 2000 до 4000. Ці дії викликали жах у всій Італії. Опір був недовгим, і в серпні Фредерік здав Неаполь французам; його відправили на заслання до Франції, де він і помер у 1504 році.
Оскільки іспанці були зайняті облогою Отранто, французи захопили контроль над спірними територіями та відмовилися їх передати. Спроби вирішити проблему шляхом переговорів зазнали невдачі, частково через те, що більшість представників неаполітанської знаті володіли землями в обох частинах королівства і не могли домовитися про вирішення протирічь. Наприкінці 1502 року незначні сутички між двома сторонами призвели до повномасштабної війни. Утім до кінця 1503 року французи були знову вигнані з Неаполя, і Фернандо взяв під свій контроль усе королівство.